# Prix Pauline-Cadieux
Pour les articles homonymes, voir Cadieux.
Le prix Pauline-Cadieux est un prix littéraire québécois qui a été créé en 1992 par le Salon du livre de la Gaspésie et des Îles.
Il est nommé en l'honneur de Pauline Cadieux, qui a beaucoup contribué à la vie culturelle et littéraire de l'Est du Québec.

## Lauréats
- 1992 - Ginette Landry – Château-Vietnam
- 1993 - Hélène Miville-Deschênes – Le Loup-garou
- 1994 - Katy Quévillon – Vert cri
- 1995 - Aucun lauréat
- 1996 - Paryse Saint-Laurent – L'Embellie à Marie
- 1997 - Serge Côté – Le Sieau de r'lais
- 1998 - André Ouellon – Charles-Félix
- 1999 - Francine Lucas
- 2000 - Jean-Claude Clavet – L'Acte de contrition